# Bazylika Trójcy Przenajświętszej i św. Anny w Prostyni
Bazylika Trójcy Przenajświętszej i świętej Anny – kościół, sanktuarium w Prostyni, należący do parafii Trójcy Przenajświętszej w Prostyni.

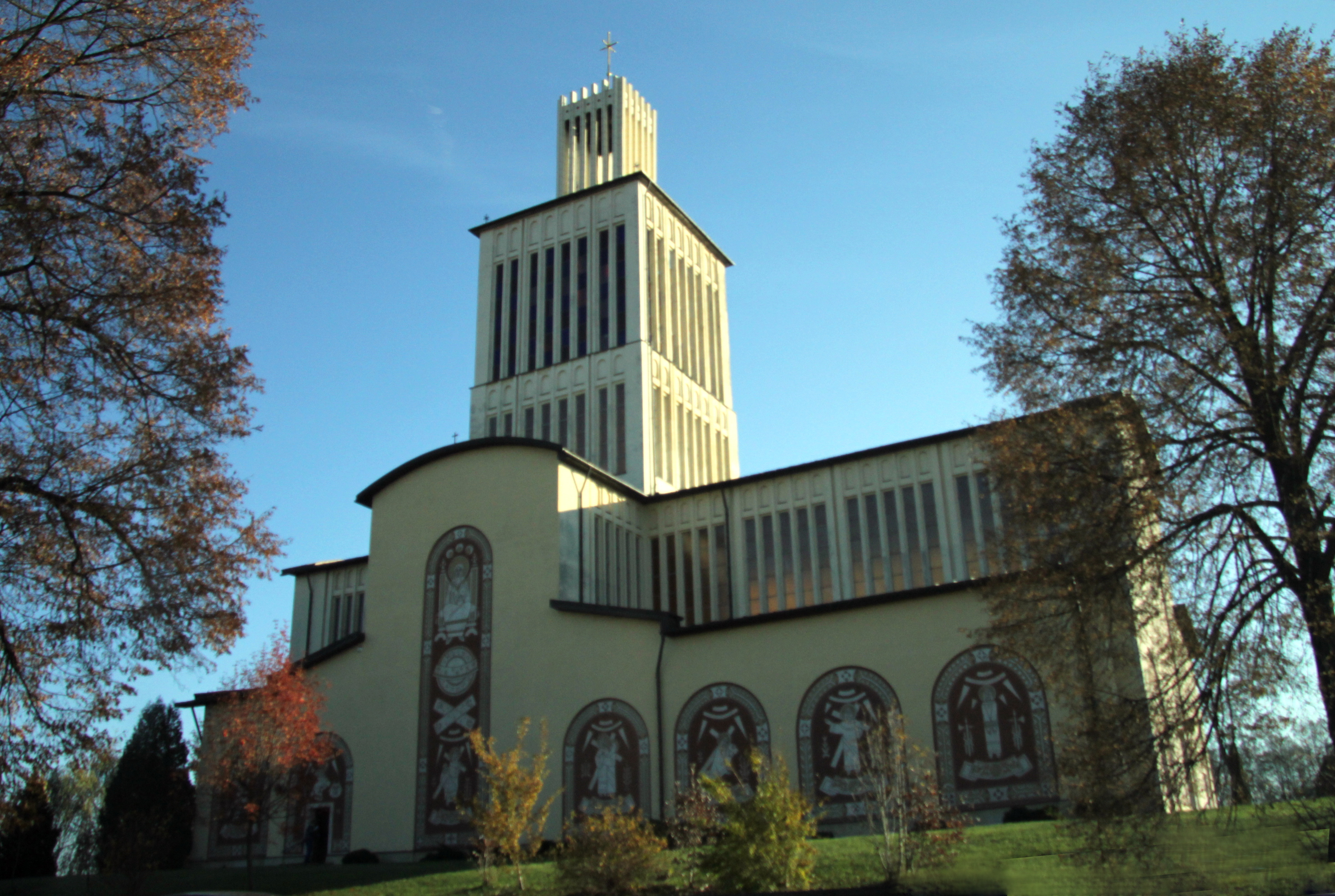

## Historia
Pierwszy drewniany kościół filialny należący do parafii w Zuzeli lub Broku, a po zmianie koryta rzeki Bug do parafii Kosów Lacki został wybudowany w 1344 roku. Koszty utrzymania duchownego pokrywali mieszkańcy. Z tego kościoła według tradycji zachował się do chwili obecnej drewniany krzyż z naturalnej wielkości figurą Chrystusa Ukrzyżowanego. W roku 1510, w uroczystość Trójcy Przenajświętszej miejscowa wieśniaczka, Małgorzata Błażkowa miała widzenie św. Anny, która wyraziła życzenie, aby na wzgórzu wybudowano kościół pod wezwaniem Trójcy Przenajświętszej, a w miejscu jej objawienia kapliczkę. Właściciele miejscowych dóbr Prostyńscy podarowali na budowę „pół wsi Złotki, po półtorej włóki w każdym polu, po półtorej włóki w łąkach, prawo mlewu, połowu ryb i wyrębu w lasach". Poprosili również biskupa łuckiego Pawła Aligmunta Holszańskiego o erygowanie parafii w Prostyni, co nastąpiło 15 czerwca 1511 roku. Budowę kościoła Trójcy Przenajświętszej rozpoczęto w 1511 roku. Konsekrował go w 1543 roku biskup łucki Jerzy Chwalczewski.
Do Prostyni pielgrzymowali wierni  z diecezji łuckiej, płockiej, poznańskiej i wileńskiej. W starej „Księdze Łask” zachowały się wpisy pielgrzymów z Białegostoku, Lublina, Poznania i innych miejsc. W 1547 roku przybyła w pielgrzymce królowa Bona, żona Zygmunta Starego. Modliła się długo w świątyniach i złożyła w ofierze bogate dary. W 1552 roku napadli na Prostyń Tatarzy. Złupili świątynie i zabrali do niewoli kilkunastu mieszkańców wioski. W marcu 1657 roku Szwedzi obrabowali oba kościoły. 
W latach 1802–1812 po rozebraniu starego zbudowano nowy kościół Trójcy Przenajświętszej. Niestety spłonął on w 1812 od uderzenia pioruna. Odbudowano go w latach 1858–1860, a w 1877 roku dobudowano dwie wieże. 26 lipca 1860 roku konsekrował go biskup podlaski Beniamin Szymański. Kościół ten został wysadzony w 1944 roku przez Niemców. Przed zniszczeniem kościoła Niemcy pozwolili wikariuszowi parafii ks. Ludwikowi Warpechowskiemu, wynieść ze świątyni cenniejsze zabytki. W pierwszym rzędzie wyniesiono cudowną figurę Trójcy Przenajświętszej. 19 stycznia 1945 roku proboszczem został mianowany ks. Józef Ruciński, który przystąpił do odbudowy świątyni. 26 lipca 1946 roku rozpoczęto naprawę i oczyszczanie fundamentów na których zaczęto wznosić nowe mury. Projektantem świątyni był prof. Bohdan Pniewski, plany wykonał architekt Jerzy Kowarski, pracami kierował inż. Antoni Szeciłło, całość nadzorował ks. Józef Rucińcki. 13 czerwca 1954 roku, w uroczystość Trójcy Przenajświętszej kościół został poświęcony przez bp. Ignacego Świrskiego. On też uroczyście wprowadził do świątyni cudowną figurę z dotychczasowej drewnianej kaplicy. Konsekracji kościoła dokonał 11 czerwca 1995 roku bp Antoni Dydycz. 
3 czerwca 2012 sanktuarium zostało podniesione do godności bazyliki mniejszej. 

### Kościół świętej Anny
Kościół został zbudowany w 1511 roku obok kościoła Trójcy Przenajświętszej. Podczas potopu szwedzkiego Szwedzi zabili w kościele św. Anny wikariusza parafii ks. Marcina Rybińskiego, a kościół podpalili. Świątynię odbudował w 1750 roku miejscowy dziedzic Barnaba Suchodolski. Kościół był użytkowany przez parafię od 1799 roku gdy rozpoczęto budowę nowego, murowanego kościoła Trójcy Przenajświętszej. Ze względu na zły stan został rozebrany w 1879 roku. 

### Kościół Trójcy Przenajświętszej
Prawdopodobnie na początku XVI w. biskup łucki Holszański podarował kościołowi największy zabytek zachowany do naszych czasów, późnogotycką figurę Trójcy Przenajświętszej. Jest to Trójca Święta ukazana w postaci tzw. Tronu Łaski, na którym siedzi Bóg Ojciec, trzymający ukrzyżowanego Jezusa Chrystusa, z widniejącą nad Nim gołębicą, znakiem Ducha Świętego. 
Do świątyni pielgrzymowali liczni pielgrzymi. Po pożarze na początku XIX wieku odbudowa świątyni była możliwa dzięki ofiarom pątników. Wśród nich znalazła się Konstancja Ciecierska, dziedziczka dóbr Mordy, która ofiarowała 12 tysięcy rubli. Sytuacja polityczna na ziemiach zaboru rosyjskiego w drugiej połowie XIX wieku sprawiła, że rola sanktuarium w Prostyni jako ośrodka religijno-narodowego stale rosła. Po klęsce powstania styczniowego i ukazach carskich kasujących diecezję podlaską i przepisujących unitów na prawosławie, odpusty w Prostyni gromadziły wielotysięczne tłumy pielgrzymów, wśród których pod pozorem handlu kozami ukrywali się unici. Stan ten trwał do 1905 roku, kiedy to car wydał ukaz o wolności religijnej. Na pamiątkę tych wydarzeń do dziś podczas odpustu parafialnego sprzedawane są charakterystyczne kozy z ciasta. Także po odzyskaniu przez Polskę niepodległości rozwijał się ruch pielgrzymkowy. Na uroczystości odpustowe w 1919 roku przybyło ponad 30 tysięcy pielgrzymów. Stan taki trwał przez wszystkie lata międzywojenne.